# Geophis rhodogaster
Geophis rhodogaster (рожевочерева земляна змія) — вид змій родини полозових (Colubridae). Мешкає в Мексиці і Центральній Америці.

## Поширення і екологія
Рожевочереві земляні змії мешкають в горах Гватемали і на крайньому південному сході мексиканського штату Чіапас, а також були зафіксовані на схилах вулкану Іламатепек в Сальвадорі та на горі Серро-Монте-Крісто в Гондурасу. Вони живуть в гірських сосново-дубових і хмарних лісах, трапляються в садах і на кавових плантаціях. Зустрічаються на висоті від 1500 до 2744 м над рівнем моря.